# Les Dents du tigre (film, 1919)
Pour les articles homonymes, voir Les Dents du tigre.
Pour plus de détails, voir Fiche technique et Distribution.
Les Dents du tigre (The Teeth of the Tiger) est un film muet américain réalisé par Chester Withey et sorti en 1919.
Le film est considéré comme perdu.

## Synopsis
Vivant tranquillement sous le nom d'emprunt de Paul Sernine, le gentleman et escroc réformé Arsène Lupin est sommé de protéger son riche ami invalide Henry Forbes. Malgré la vigilance de Paul et d'Alexandre Mazeroux, un autre criminel devenu détective, Forbes est assassiné. Le détective français Jabot et la police de New York ont de nombreux suspects, dont Paul et Marie Forbes, la veuve du mort, soupçonnée sur la base d'une pomme trouvée avec une empreinte de ses dents dessus. Après une série de pièges, de fausses arrestations et de poursuites à travers des passages secrets menant à une arrestation, Paul en déduit que le vrai criminel est le docteur Varney, qui s'occupait de Forbes. Paul empêche Varney de faire sauter la maison et gagne ainsi l'affection de Florence.

## Fiche technique
- Titre original : The Teeth of the Tiger
- Titre français : Les Dents du tigre
- Réalisation : Chester Withey
- Assistant-réalisateur : Millard Webb
- Scénario : Roy Somerville, d'après le roman de Maurice Leblanc
- Photographie : Al Liguori
- Montage :
- Décors : William Cameron Menzies
- Producteur : Adolph Zukor
- Société de production : Famous Players-Lasky Corporation
- Société de distribution : Paramount Pictures
- Pays de production :  États-Unis
- Langue : film muet avec les intertitres en anglais
- Format : Noir et blanc — 35 mm — 1,33:1 — Muet
- Genre : Film dramatique
- Durée :
- Dates de sortie : 
  - États-Unis : 2 novembre 1919
  - France : 28 avril 1922[2]

## Distribution

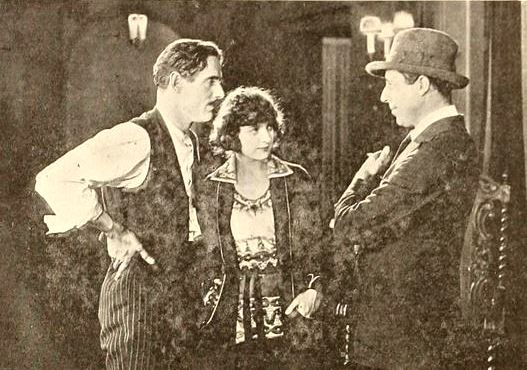
David Powell et Marguerite Courtot dans une scène du film.

- David Powell : Paul Sernine / Arsène Lupin
- Marguerite Courtot : Florence Chandler
- Templar Saxe : Antoine Jabot
- Myrtle Stedman : Marie Forbes
- Joseph Herbert : Henry Forbes
- Charles L. MacDonald : le chef Harvey Williams
- Riley Hatch : Alexandre Mazeroux
- Charles K. Gerrard : Gordon Savage
- Frederick Burton : le docteur Varney